# Alexandr Panzhinski
Alexandr Eduárdovich Panzhinski –en ruso, Александр Эдуардович Панжинский– (Jabárovsk, URSS, 16 de marzo de 1989) es un deportista ruso que compitió en esquí de fondo. 
Participó en dos Juegos Olímpicos de Invierno, en los años 2010 y 2018, obteniendo una medalla de plata en Vancouver 2010, en la prueba de velocidad individual. Ganó una medalla de bronce en el Campeonato Mundial de Esquí Nórdico de 2011, en la prueba de velocidad por equipo.

## Palmarés internacional
| Juegos Olímpicos   | Juegos Olímpicos   | Juegos Olímpicos  | Juegos Olímpicos     |
| Año                | Lugar              | Medalla           | Prueba               |
| ------------------ | ------------------ | ----------------- | -------------------- |
| 2010               | Vancouver (Canadá) | Medalla de plata  | Velocidad individual |
| Campeonato Mundial |                    |                   |                      |
| Año                | Lugar              | Medalla           | Prueba               |
| 2011               | Oslo (Noruega)     | Medalla de bronce | Velocidad por equipo |